# Елмира Дърварова
Елмира Светозарова Дърварова е българска цигуларка, първата жена концертмайсторка в историята на Метрополитън Опера в Ню Йорк. Понастоящем (септември 2015) е изпълнителка на свободна практика. Поради дългогодишната си кариера в САЩ е определяна и като „американска цигуларка от български произход“.
Дърварова е изнасяла концерти и рецитали на четири континента и има издадени над 25 компактдиска. Била е солистка на Виенския радио-симфоничен оркестър, Московския държавен симфоничен оркестър и др. Ръководи Нюйоркския клавирен квартет и трио „Делфиниум“. Изявява се също в дуо с пианиста Фернандо Отеро и с квинтета „Куинтето дел фуего“. Тя е президентка и артистична директорка на Нюйоркския камерен фестивал (New York Chamber Music Festival), оглавява журита на международни конкурси във Верона и Пловдив.

## Биография
Елмира Дърварова е родена в семейство на музикант. Дядо ѝ е любител контрабасист, а баща ѝ Светозар Дърваров е виолист в продължение на 36 години в Пловдивската филхармония. На 3-годишна възраст Елмира получава първата си цигулка и баща ѝ става нейният първи учител по цигулка и солфеж. Първия си концерт пред публика изнася на петгодишна възраст – „Концерт за цигулка“ от Яншинов. На осем години дебютира като солистка с оркестър с концерт от Вивалди с Пловдивската филхармония в поредица концерти в Града под тепетата и околността. Учи в пловдивското Национално училище за музикално и танцово изкуство „Добрин Петков“, където неин преподавател е Тодор Кацаров. Завършва училището през 1973 г.
Завършва бакалавърска и магистърска степен в Държавната консерватория в София. През 1977 г. печели стипендия да учи в Щатите при един от световноизвестните цигулари – Яша Хайфец, но не успява да замине заради визов проблем.
През 1981 – 1983 г. Дърварова е стипендиантка на Британския съвет и учи в Guildhall School of Music в Лондон. По-късно учи в Женевската консерватория при цигуларя Хенрик Шеринг с отпусната от него стипендия. Със съдействието на американския виолончелист и неин бъдещ концертен партньор Янош Щаркер, Дърварова е поканена да преподава в Университета в Блумингтън, Индиана, САЩ, като асистентка на известния концертмайстор на Кливландския оркестър Джоузеф Гинголд, където е между 1986 и 1988 г. Диригентът Херберт фон Караян я избира за участие в един от своите видеозаписни проекти.
След това в рамките на няколко месеца е последователно концертмайсторка на Симфоничния оркестър на Кълъмбъс, Охайо, и на Филхармонията в Рочестър, Ню Йорк. След смъртта на Гай Лумия, концертмайстор на Метрополитън Опера, Ню Йорк, Дърварова и още един българин – Константин Стоянов, стават последователно концертмайстори, съответно от 1989 до 1993 г. (Дърварова) и от 1993 до 1999 г. (Стоянов). Тя предизвиква сензация, когато печели конкурса за концертмайсторския пост, с което става първата (и единствена) жена концертмайсторка в историята на Метрополитън Опера. След встъпването на поста на Стоянов Дърварова става асоциирана концертмайсторка в Операта.
В продължение на 13 сезона, от 1990 до юни 2003 г., Дърварова е концертмайсторка на публично финансирания оркестър Grant Park Symphony Orchestra, който в летните месеци изнася безплатни концерти на фестивала Grant Park Music Festival в парка „Милениум“ в Чикаго, Илинойс.
Съпруга е на Хауърд Уол (Howard Wall), музикант в Оркестъра на Филаделфия от 1975 до 1994 г. и в Нюйоркската филхармония от 1994 г.

## Записи
Дърварова изпълнява и записва камерна музика съвместно с някои от най-известните музиканти като пианиста и диригент Джеймс Ливайн, челиста Янош Щаркер, контрабасиста Гари Кар, пианиста Паскал Роже. Нейни дискове са издавани от лейбъл компании като Sony, Deutsche Grammophon и EMI.
В свое интервю цигуларката казва, че се гордее, че е сред изпълнителите, които „възкресяват произведения на талантливи композитори, потънали в забрава по една или друга причина“. През 2013 г. нейният запис на „Соната за цигулка и пиано“ от Аманда Майер (1853 – 1894), неизпълнявана от повече от 100 години, става причина да се даде гласност на творчеството на тази забравена шведска цигуларка и композиторка, близка приятелка и съратничка на Брамс.
През 2014 г. Дърварова записва заедно с Оркестъра на Виенското радио „Концерт за цигулка“ на Върнън Дюк (псевдонима на композитора Владимир Дукелски, предложен му от Гершуин). Концертът, създаден през 1940 – 1941 г., е неофициално посветен на цигуларя Яша Хайфец. Въпреки първоначалния радушен прием при премиерата му през 1943 г. в Бостън, така и не е записан и не успява да се наложи, въпреки че е сравняван с концерти шедьоври на Стравински и Прокофиев. След около шест години работа по концерта, нотите за който получава лично от вдовицата на Дюк, Дърварова прави световната премиера на този концерт и го преоткрива за света 75 години по-късно.

## Отличия
През 1982 г. Елмира Дърварова е наградена с почетен диплом на Международния конкурс „Чайковски“ в Москва.
През май 2015 година в рамките на Европейския музикален фестивал в София Елмира Дърварова е една от отличените в юбилейното двадесето издание на наградите „Златно перо“.
На 25 септември 2015 г. е номинирана за приза „Грами Латино“ в категория „Най-добър албум с танго“. Номинацията е за албума „Пиацола: от етюдите до тангата“, в който тя си партнира с пианиста Октавио Брунети, сочен като един от наследниците на Астор Пиацола, но внезапно починал през август 2014 г., преди да навърши 40 години.